# Силы специального назначения Великобритании
Силы специального назначения Великобритании (англ. United Kingdom Special Forces) — два спецподразделения: SAS и SBS. Оба подразделения ведут своё начало от одного и того же подразделения коммандос времён Второй мировой войны.

## Special Air Service

Эмблема SAS

Подразделение спецназа сухопутных войск. Антитеррористическая организация созданная 24 августа 1941 года существует и по сей день. Создано лейтенантом Дэвидом Стерлингом. Девиз: «Who Dares Wins!» («Кто рискует — побеждает!»)

### Структура
Корпус представлен в виде трёх полков:
- 21 SAS and 23 SAS — являются силами поддержки, их силы направлены на увеличение влияния Британских вооруженных сил (support and influence), также участвуют в операциях по урегулированию конфликтов.
- 22 SAS — наступательно-штурмовые операции, антиреволюционные и антитеррористические акции, некоторые охранные операции.

## Special Boat Service
Подразделение специальных операций Королевской морской пехоты. Имеют тесную связь с SAS. В кругах специалистов морские спецназовцы имеют не менее громкую славу, чем их коллеги из SAS.

## Рейнджерский полк
Формирование специального назначения сухопутных войск. Прямой аналог американских «зелёных беретов».